# TV4-vädret
TV4-vädret är TV4-gruppens väderprogram. Till skillnad från de flesta övriga program i TV4-gruppens kanaler produceras TV4-vädret av TV4-gruppen själva genom aktualitetsavdelningen.
Huvudsändningar är 19.20 och 22.55. Utöver dessa sänder Nyheterna på vardagarna en gång i halvtimmen inom Nyhetsmorgon samt ett antal korta sändningar under dagen i TV4, TV4 Plus, på Nyheterna.se och i mobiltelefoner. TV4-vädret producerar både nationella sändningar med hela Sverige på kartan och lokala som sänds i respektive sändningsområde.
Sändningarna är alltid i samband med TV4-nyheterna, antingen riksnyheterna eller de lokala.
Från och med den 18 april 2011 bytte TV4-gruppen sändningstiderna för vädret från 18.39 till 19.21, samt från 22.37 till 22.52. Tiderna för morgonsändningarna i Nyhetsmorgon är dock oförändrade.
Tone Bekkestad och Anders Nylund slutade på TV4-Vädret under hösten 2011-våren 2012. Men Anders Nylund har setts i rutan även efter det, då han ibland gör inhopp.

## Meteorologer
Inledningsvis var det inte utbildade meteorologer som presenterade vädret i TV4, men år 2000 övergick man till att enbart ha meteorologer i vädersändningarna.
Exempel på meteorologer i TV4:
- Peter Kondrup
- Madeleine Westin
- Ulrika Elvgren
- Lasse Rydqvist